# 马里兰大学巴尔的摩分校
马里兰大学巴尔的摩分校（University of Maryland, Baltimore, UMB）是位于美国马里兰州巴尔的摩市的一所公立大学。该校成立于1807年，是马里兰州第二古老的学院，拥有美国最古老的牙科、法律、医学、药学、社会工作和护理等专业学院。它是马里兰大学系统的最初校区，并与马里兰大学帕克分校建立了战略合作伙伴关系。该校位于巴尔的摩市中心西侧，占地71英亩（0.29平方公里）。